# Иречек, Йосеф
Йосеф Иречек (Йиричек, чеш. Josef Jireček; 9 октября 1825 — 25 ноября 1888) — чешский литератор и политик. Брат Герменегильда Иречека, отец Константина Йосефа Иречека.
Работал в системе министерства образования, боролся за равный доступ к образованию для славянских национальных меньшинств Австрийской империи. В 1879 г. избран членом австрийского парламента, в 1875 г. стал президентом Чешской Академии наук.
Составил трёхтомную антологию чешской литературы (1858—1861), биографический справочник чешских писателей (1875—1876), подготовил научные издания ряда чешских писателей. Вместе со своим братом выступал (1862) в защиту подлинности Краледворской рукописи.